# ماهی‌خزندگان
ماهی‌خزندگان(نام علمی: Ichthyosauridae) نام یک تیره از راسته ماهی‌خزنده‌سانان است.